# Rosoman
Rosoman (en macédonien : Росоман ) est une commune du centre de la Macédoine du Nord. Elle comptait 3 796 habitants en 2021 et s'étend sur 132,9 km2.
Son territoire est limitrophe de ceux des communes de Čaška, Gradsko, Kavadarci et Negotino. Elle compte plusieurs villages : Rosoman, où se trouve le siège administratif, Débrichté, Kamen Dol, Krouchevitsa, Manastirets, Mrzen Oraovets, Palikoura, Ribartsi, Sirkovo et Trstenik.

## Démographie
Lors du recensement de 2002, la commune comptait :
- Macédoniens : 3 694 (89,21 %)
- Serbes : 409 (9,88 %)
- Roms : 6 (0,14 %)
- Autres : 32 (0,77 %)